# Kapitalverkehrsteuergesetz
Das Kapitalverkehrsteuergesetz war ein Bundesgesetz, das von 1921 bis 1991 die Erhebung von Kapitalverkehrsteuern in Deutschland regelte. Zum Kapitalverkehrsteuergesetz bestand die Kapitalverkehrsteuer-Durchführungsverordnung.
Es handelte sich um eine Bundessteuer. Das Kapitalverkehrsteuergesetz regelte die Festsetzung und Erhebung der Wertpapiersteuer, der Börsenumsatzsteuer und der Gesellschaftsteuer.

## Historische Entwicklung

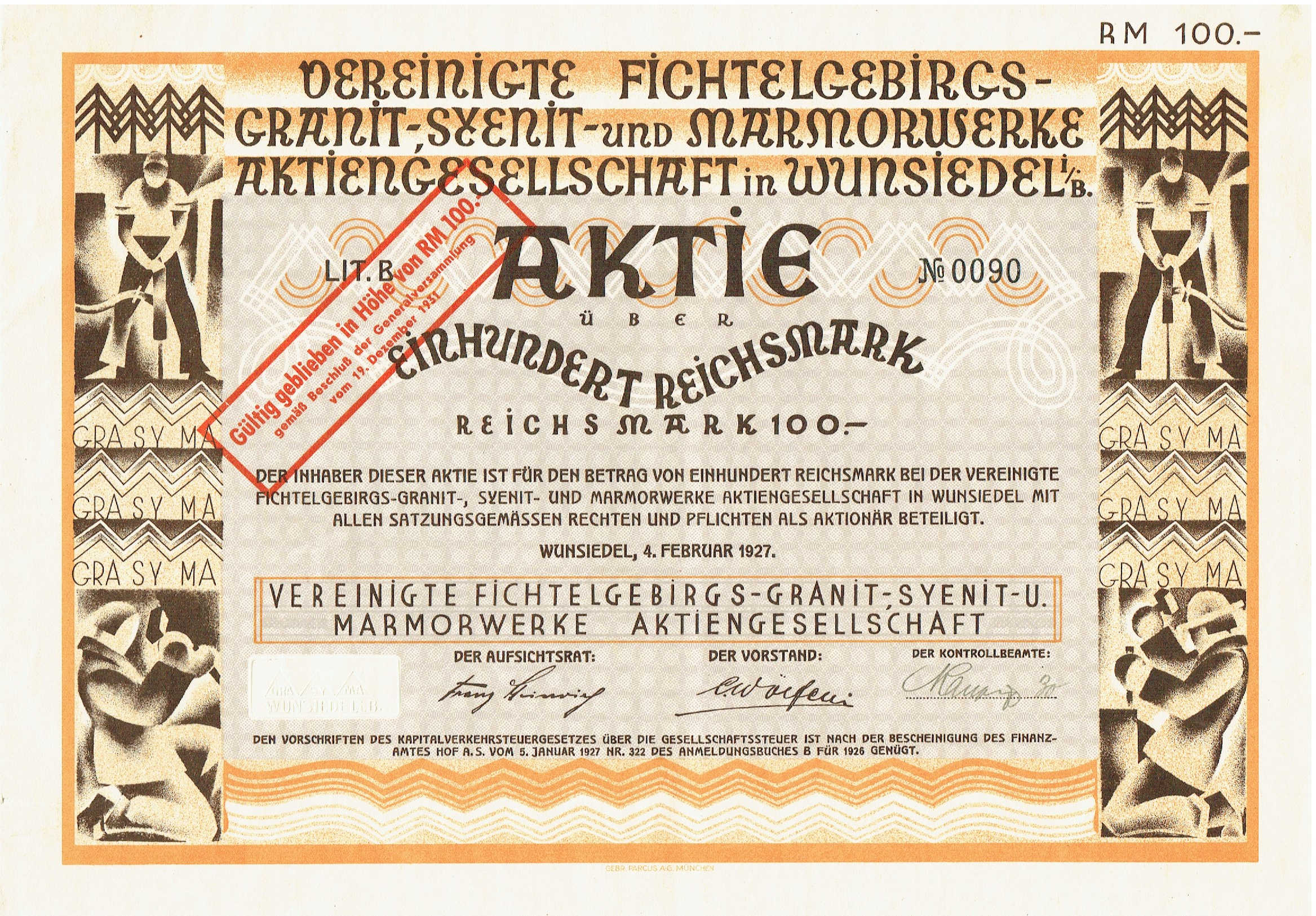
Aktie über 100 RM der Vereinigten Fichtelgebirgs-Granit-, Syenit- und Marmorwerke AG vom 4. Februar 1927; auf der Urkunde wird darauf hingewiesen, dass die Vorschriften des Kapitalverkehrsteuergesetzes eingehalten wurden.

Bereits mit Wirkung ab 1. Januar 1991 wurden durch Art. 4 Abs. 1 Nr. 1 des Finanzmarktförderungsgesetzes vom 22. Februar 1990 die §§ 12 (Wertpapiersteuer) und 17 bis 26 (Börsenumsatzsteuer) des Kapitalverkehrsteuergesetzes aufgehoben.
Die übrigen Vorschriften des Kapitalverkehrsteuergesetzes (Gesellschaftsteuer) und die Kapitalverkehrsteuer-Durchführungsverordnung wurden mit Wirkung zum 1. Januar 1992 vollständig aufgehoben.
Die aufgehobenen Vorschriften zur Börsenumsatzsteuer sind nach dem 31. Dezember 1990 weiterhin anzuwenden, soweit die Steuer bereits vor dem 1. Januar 1991 entstanden ist und noch Steuerpflichten zu erfüllen sind, die mit bereits entstandener Steuer im Zusammenhang stehen, oder soweit für diese Steuer gehaftet wird (Art. 4 Abs. 2 Finanzmarktförderungsgesetz).
Die aufgehobenen Vorschriften zur Gesellschaftsteuer sind nach dem 31. Dezember 1991 weiterhin anzuwenden, soweit Gesellschaftsteuer bereits vor dem 1. Januar 1992 entstanden ist und noch Steuerpflichten zu erfüllen sind, die mit bereits entstandener Steuer im Zusammenhang stehen, oder soweit für diese Steuern gehaftet wird (Art. 4 Abs. 3 Finanzmarktförderungsgesetz).